# Тарушкін Олексій Петрович
Олексій Петрович Тарушкін (27 червня 1928, місто Дніпропетровськ, тепер Дніпро Дніпропетровської області — ?) — український і молдавський радянський партійний діяч. Депутат Верховної Ради Молдавської РСР 7—9-го скликань. Вибирався членом ЦК КП Молдавії. Депутат Верховної Ради УРСР 10—11-го скликань.

## Біографія
З 1948 року — майстер, старший майстер Ленінградської суднобудівної верфі (РРФСР).
Член КПРС з 1953 року.
У 1955 році закінчив Дніпропетровський інститут інженерів залізничного транспорту імені Калініна.
У 1955—1958 роках — начальник дільниці будівельного управління тресту «Дніпростальконструкція».
У 1958—1961 роках — старший контролер Комісії радянського контролю РМ УРСР по Дніпропетровському економічному адміністративному районі.
У 1961—1963 роках — заступник завідувача відділу Дніпропетровського обласного комітету КПУ.
У 1963—1972 роках — заступник завідувача, завідувач відділу будівництва і міського господарства ЦК КП Молдавії.
У 1971 році закінчив Заочну Вищу партійну школу при ЦК КПРС.
У жовтні 1972—1977 роках — міністр будівництва Молдавської РСР.
У 1977—1979 роках — заступник міністра промисловості будівельних матеріалів Української РСР.
У 1979 — кінці 1980-х років — заступник постійного представника Ради Міністрів Української РСР при Раді Міністрів СРСР.
Потім — на пенсії в місті Москві.

## Нагороди
- орден Жовтневої Революції
- орден Трудового Червоного Прапора
- орден «Знак Пошани»
- медалі